# الخصخصة في المغرب
بدأت الحكومة المغربية عمليات الخصخصة في المغرب في أوائل التسعينيات ، في أعقاب سياسة خصخصة بعض القطاعات الاقتصادية التي كانت في أيدي الحكومة. بدأت عمليات الخصخصة بشكل جدي في عام 1993 ، وتقدمت بوتيرة ثابتة، حيث بلغ متوسط مبيعات شركة عامة واحدة كل شهر. زيادة إيرادات تزيد عن مليار دولار أمريكي بالإضافة إلى التزامات استثمارية بقيمة 260 مليون دولار أمريكي أخرى، بحلول نهاية ذلك العام.  بلغ عدد الشركات التي تمت خصخصتها جزئياً أو كلياً في المغرب بين عامي 1993 و 2005 بلغ 66 بربحية كلية 75.5 مليار درهم.  تشمل الصناعات المختلفة المتأثرة شركات الطيران والاتصالات السلكية واللاسلكية والمشاريع الصناعية الكبيرة والسياحة . في القطاع الزراعي ، تخطط الحكومة لبيع الأراضي الزراعية التي تديرها حاليًا مزارع الدولة. 